# Skisser till ett århundrade
Skisser till ett århundrade är en diktsamling från 2006 av den svenske författaren Håkan Sandell.

## Mottagande
I Svenska Dagbladet skrev Tommy Olofsson: "På trots mot rådande smak skriver [Sandell] långa berättande dikter som kryllar av metaforer men även av iakttagelser med förankring i vår samtid. I Skisser till ett århundrade möter vi en poesi som vågar vara annorlunda." Sydsvenskans Andreas Brunner kallade Skisser till ett århundrade för en "monumental bok, både i sidantal och i anspråk", som på samma gång är "politisk och personlig, storslaget episk och korthugget epigrammatisk", samt "alltid svartsynt subjektiv". Brunner skrev att han tidigare varit skeptisk till författarens retrogardism, men att bildspråket här firar "formidabla triumfer", och utsåg boken till Sandells "bästa diktsamling". Arne Johansson skrev i Aftonbladet: "Med ömsom chevalereska, ömsom lätt nonchalanta och spotska gester visar [Sandell] på kvarter och bostäder, gator, krogar, på plötsliga öppna ytor, på det som döljer sig i skuggorna likt kvardröjande rester av det gamla och det av det nya som lyser fram, blankt, speglande."